# Élections départementales de 2021 dans le Territoire de Belfort
Les élections départementales dans le Territoire de Belfort ont lieu les 20 et 27 juin 2021.

## Contexte départemental

### Assemblée départementale sortante
Avant les élections, le Conseil départemental du Territoire de Belfort est présidé par Florian Bouquet (LR). 
Il comprend 18 conseillers départementaux issus des 9 cantons du Territoire de Belfort. 
|                                      |       |       |      |                         |
| Président du Conseil départemental   |       |       |      |                         |
| Florian Bouquet (LR)                 |       |       |      |                         |
| Parti                                | Sigle | Sigle | Élus | Groupes                 |
| Majorité (12 sièges)                 |       |       |      |                         |
| Les Républicains                     |       | LR    | 9    | Majorité départementale |
| Mouvement démocrate                  |       | MoDem | 2    | Majorité départementale |
| Union des démocrates et indépendants |       | UDI   | 1    | Majorité départementale |
| Opposition (6 sièges)                |       |       |      |                         |
| Divers gauche                        |       | DVG   | 4    | Union républicaine      |
| Gauche républicaine et socialiste    |       | GRS   | 2    | Union républicaine      |

## Système électoral
Les élections ont lieu au scrutin majoritaire binominal à deux tours. Le système est paritaire : les candidatures sont présentées sous la forme d'un binôme composé d'une femme et d'un homme avec leurs suppléants (une femme et un homme également).
Pour être élu au premier tour, un binôme doit obtenir la majorité absolue des suffrages exprimés et un nombre de suffrages au moins égal à 25 % des électeurs inscrits. Si aucun binôme n'est élu au premier tour, seuls peuvent se présenter au second tour les binômes qui ont obtenu un nombre de suffrages au moins égal à 12,5 % des électeurs inscrits, sans possibilité pour les binômes de fusionner. Est élu au second tour le binôme qui obtient le plus grand nombre de voix.

## Résultats à l'échelle du département

### Résultats par nuances
| Binômes                  | Binômes                  | Binômes                  | Premier tour | Premier tour | Premier tour | Second tour | Second tour | Second tour | Total | +/-           |  |
| Binômes                  | Binômes                  | Binômes                  | Voix         | %            | Sièges       | Voix        | %           | Sièges      | Total | +/-           |  |
| ------------------------ | ------------------------ | ------------------------ | ------------ | ------------ | ------------ | ----------- | ----------- | ----------- | ----- | ------------- |  |
|                          | Les Républicains         | LR                       | 12 380       | 44,72        | 2            | 11 573      | 43,94       | 8           | 10    | 12            |  |
|                          | Divers gauche            | DVG                      | 8 088        | 29,22        | 0            | 11 051      | 41,96       | 6           | 6     | 2             |  |
|                          | Divers droite            | DVD                      | 2 877        | 10,39        | 0            | 3 712       | 14,09       | 2           | 2     | Nv.           |  |
|                          | Rassemblement national   | RN                       | 1 847        | 6,67         | 0            |             |             |             | 0     | en stagnation |  |
|                          | Mouvement démocrate      | MDM                      | 1 491        | 5,39         | 0            | 0           | 2           |             |       |               |  |
|                          | La République en marche  | REM                      | 1 001        | 3,62         | 0            | 0           | Nv.         |             |       |               |  |
|                          |                          |                          |              |              |              |             |             |             |       |               |  |
| Suffrages exprimés       | Suffrages exprimés       | Suffrages exprimés       | 27 684       | 89,46        |              | 26 336      | 89,58       |             |       |               |  |
| Votes blancs             | Votes blancs             | Votes blancs             | 2 098        | 6,78         | 1 993        | 6,78        |             |             |       |               |  |
| Votes nuls               | Votes nuls               | Votes nuls               | 1 162        | 3,76         | 1 071        | 3,64        |             |             |       |               |  |
| Total                    | Total                    | Total                    | 30 944       | 100          | 2            | 29 400      | 100         | 16          | 18    | en stagnation |  |
| Abstentions              | Abstentions              | Abstentions              | 61 932       | 66,68        |              | 52 642      | 64,16       |             |       |               |  |
| Inscrits / participation | Inscrits / participation | Inscrits / participation | 92 876       | 33,32        | 82 042       | 35,84       |             |             |       |               |  |

### Assemblée départementale élue
|                                    |       |       |      |                         |
| Président du conseil départemental |       |       |      |                         |
| Florian Bouquet (LR)               |       |       |      |                         |
| Parti                              | Sigle | Sigle | Élus | Groupes                 |
| Majorité (12 sièges)               |       |       |      |                         |
| Les Républicains                   |       | LR    | 11   | Majorité départementale |
| Divers Droite                      |       | DVD   | 1    | Majorité départementale |
| Opposition (6 sièges)              |       |       |      |                         |
| Divers gauche                      |       | DVG   | 4    | Union républicaine      |
| Gauche républicaine et socialiste  |       | GRS   | 2    | Union républicaine      |

### Élus par canton
| Canton               | Conseiller Sortant        | Parti | Parti | Conseiller élu          | Parti | Parti |
| -------------------- | ------------------------- | ----- | ----- | ----------------------- | ----- | ----- |
| Bavilliers           | Marie-Claude Chitry-Clerc |       | LR    | Marie-Dominique Beluche |       | DVG   |
| Bavilliers           | Éric Koeberlé             |       | LR    | Emmanuel Formet         |       | DVG   |
| Belfort-1            | Bastien Faudot            |       | GRS   | Bastien Faudot          |       | GRS   |
| Belfort-1            | Samia Jaber               |       | DVG   | Samia Jaber             |       | DVG   |
| Belfort-2            | Marie-Hélène Ivol         |       | LR    | Marie-Hélène Ivol       |       | LR    |
| Belfort-2            | Sébastien Vivot           |       | LR    | Sébastien Vivot         |       | LR    |
| Belfort-3            | Julie de Breza            |       | MoDem | Ian Boucard             |       | LR    |
| Belfort-3            | Jean-Christophe Messin    |       | MoDem | Loubna Ketfi-Charif     |       | LR    |
| Châtenois-les-Forges | Florian Bouquet           |       | LR    | Florian Bouquet         |       | LR    |
| Châtenois-les-Forges | Maryline Morallet         |       | LR    | Maryline Morallet       |       | LR    |
| Delle                | Marie-Lise Lhomet         |       | LR    | Anaïs Monnier Von Aesch |       | LR    |
| Delle                | Frédéric Rousse           |       | LR    | Cédric Perrin           |       | LR    |
| Giromagny            | Guy Miclo                 |       | DVG   | Rachel Couvreux         |       | LR    |
| Giromagny            | Sylvie Ringenbach         |       | DVG   | Didier Vallverdu        |       | LR    |
| Grandvillars         | Isabelle Mougin           |       | DVG   | Isabelle Mougin         |       | DVG   |
| Grandvillars         | Christian Rayot           |       | GRS   | Christian Rayot         |       | GRS   |
| Valdoie              | Marie-France Cefis        |       | LR    | Marie-France Cefis      |       | LR    |
| Valdoie              | Patrick Ferrain           |       | UDI   | Pierre Carles           |       | DVD   |

## Résultats par canton
Les binômes sont présentés par ordre décroissant des résultats au premier tour. En cas de victoire au second tour du binôme arrivé en deuxième place au premier, ses résultats sont indiqués en gras. 

### Canton de Bavilliers
| Candidats                | Candidats                | Partis                   | Nuance                   | Premier tour | Premier tour | Second tour | Second tour |
| Candidats                | Candidats                | Partis                   | Nuance                   | Voix         | %            | Voix        | %           |
| ------------------------ | ------------------------ | ------------------------ | ------------------------ | ------------ | ------------ | ----------- | ----------- |
|                          | Marie-Dominique Beluche  | DVG                      | DVG                      | 1 611        | 50,66        | 1 871       | 50,50       |
|                          | Emmanuel Formet          | DVG                      | DVG                      | 1 611        | 50,66        | 1 871       | 50,50       |
|                          | Éric Koeberlé            | LR                       | LR                       | 1 569        | 49,34        | 1 834       | 49,50       |
|                          | Delphine Macchi          | LR                       | LR                       | 1 569        | 49,34        | 1 834       | 49,50       |
|                          |                          |                          |                          |              |              |             |             |
| Suffrages exprimés       | Suffrages exprimés       | Suffrages exprimés       | Suffrages exprimés       | 3 180        | 89,53        | 3 705       | 93,25       |
| Votes blancs             | Votes blancs             | Votes blancs             | Votes blancs             | 207          | 5,83         | 139         | 3,50        |
| Votes nuls               | Votes nuls               | Votes nuls               | Votes nuls               | 165          | 4,65         | 129         | 3,25        |
| Total                    | Total                    | Total                    | Total                    | 3 552        | 100          | 3 973       | 100         |
| Abstention               | Abstention               | Abstention               | Abstention               | 6 541        | 64,81        | 6 121       | 60,64       |
| Inscrits / participation | Inscrits / participation | Inscrits / participation | Inscrits / participation | 10 093       | 35,19        | 10 094      | 39,36       |

### Canton de Belfort-1
| Candidats                | Candidats                | Partis                   | Nuance                   | Premier tour | Premier tour | Second tour | Second tour |
| Candidats                | Candidats                | Partis                   | Nuance                   | Voix         | %            | Voix        | %           |
| ------------------------ | ------------------------ | ------------------------ | ------------------------ | ------------ | ------------ | ----------- | ----------- |
|                          | Bastien Faudot           | GRS                      | DVG                      | 761          | 43,26        | 1 122       | 55,63       |
|                          | Samia Jaber              | DVG                      | DVG                      | 761          | 43,26        | 1 122       | 55,63       |
|                          | Charlène Authier-Beyer   | LR                       | LR                       | 505          | 28,71        | 895         | 44,37       |
|                          | Tony Kneip               | LR                       | LR                       | 505          | 28,71        | 895         | 44,37       |
|                          | Betty Devillairs         | LREM                     | REM                      | 282          | 16,03        |             |             |
|                          | Bruno Kern               | LREM                     | REM                      | 282          | 16,03        |             |             |
|                          | Patrick Forestier        | DVD                      | DVD                      | 211          | 12,00        |             |             |
|                          | Hélène Sacksteder        | DVD                      | DVD                      | 211          | 12,00        |             |             |
|                          |                          |                          |                          |              |              |             |             |
| Suffrages exprimés       | Suffrages exprimés       | Suffrages exprimés       | Suffrages exprimés       | 1 759        | 89,61        | 2 017       | 90,65       |
| Votes blancs             | Votes blancs             | Votes blancs             | Votes blancs             | 112          | 5,71         | 118         | 5,30        |
| Votes nuls               | Votes nuls               | Votes nuls               | Votes nuls               | 92           | 4,69         | 90          | 4,04        |
| Total                    | Total                    | Total                    | Total                    | 1 963        | 100          | 2 225       | 100         |
| Abstention               | Abstention               | Abstention               | Abstention               | 5 468        | 73,58        | 5 205       | 70,05       |
| Inscrits / participation | Inscrits / participation | Inscrits / participation | Inscrits / participation | 7 431        | 26,42        | 7 430       | 29,95       |

### Canton de Belfort-2
| Candidats                | Candidats                | Partis                   | Nuance                   | Premier tour | Premier tour | Second tour | Second tour |
| Candidats                | Candidats                | Partis                   | Nuance                   | Voix         | %            | Voix        | %           |
| ------------------------ | ------------------------ | ------------------------ | ------------------------ | ------------ | ------------ | ----------- | ----------- |
|                          | Marie-Hélène Ivol        | LR                       | LR                       | 1 344        | 49,74        | 1 797       | 60,20       |
|                          | Sébastien Vivot          | LR                       | LR                       | 1 344        | 49,74        | 1 797       | 60,20       |
|                          | Sylvain Gigante          | PCF                      | DVG                      | 801          | 29,64        | 1 188       | 39,80       |
|                          | Nathalie Grévillot       | GRS                      | DVG                      | 801          | 29,64        | 1 188       | 39,80       |
|                          | Frédérique Hennequin     | MoDem                    | MDM                      | 557          | 20,61        |             |             |
|                          | Renaud Rousselet         | MoDem                    | MDM                      | 557          | 20,61        |             |             |
|                          |                          |                          |                          |              |              |             |             |
| Suffrages exprimés       | Suffrages exprimés       | Suffrages exprimés       | Suffrages exprimés       | 2 702        | 91,35        | 2 985       |             |
| Votes blancs             | Votes blancs             | Votes blancs             | Votes blancs             | 137          | 4,63         | 152         | 4,69        |
| Votes nuls               | Votes nuls               | Votes nuls               | Votes nuls               | 119          | 4,02         | 107         | 3,30        |
| Total                    | Total                    | Total                    | Total                    | 2 958        | 100          | 3 244       | 100         |
| Abstention               | Abstention               | Abstention               | Abstention               | 6 277        | 67,97        | 5 990       | 64,87       |
| Inscrits / participation | Inscrits / participation | Inscrits / participation | Inscrits / participation | 9 235        | 32,03        | 9 234       | 35,13       |

### Canton de Belfort-3
| Candidats                | Candidats                | Partis                   | Nuance                   | Premier tour | Premier tour | Second tour | Second tour |
| Candidats                | Candidats                | Partis                   | Nuance                   | Voix         | %            | Voix        | %           |
| ------------------------ | ------------------------ | ------------------------ | ------------------------ | ------------ | ------------ | ----------- | ----------- |
|                          | Ian Boucard              | LR                       | LR                       | 856          | 43,28        | 1 257       | 54,80       |
|                          | Loubna Kefti-Charif      | LR                       | LR                       | 856          | 43,28        | 1 257       | 54,80       |
|                          | Anny Morel-Grunblatt     | DVG                      | DVG                      | 624          | 31,55        | 1 037       | 45,20       |
|                          | Lucas Vanitou            | DVG                      | DVG                      | 624          | 31,55        | 1 037       | 45,20       |
|                          | Cindy Girard             | MoDem                    | MDM                      | 498          | 25,18        |             |             |
|                          | Jean-Christophe Messin   | MoDem                    | MDM                      | 498          | 25,18        |             |             |
|                          |                          |                          |                          |              |              |             |             |
| Suffrages exprimés       | Suffrages exprimés       | Suffrages exprimés       | Suffrages exprimés       | 1 978        | 90,90        | 2 294       | 90,96       |
| Votes blancs             | Votes blancs             | Votes blancs             | Votes blancs             | 106          | 4,87         | 123         | 4,88        |
| Votes nuls               | Votes nuls               | Votes nuls               | Votes nuls               | 92           | 4,23         | 105         | 4,16        |
| Total                    | Total                    | Total                    | Total                    | 2 176        | 100          | 2 522       | 100         |
| Abstention               | Abstention               | Abstention               | Abstention               | 5 239        | 70,65        | 4 893       | 65,99       |
| Inscrits / participation | Inscrits / participation | Inscrits / participation | Inscrits / participation | 7 415        | 29,35        | 7 415       | 34,01       |

### Canton de Châtenois-les-Forges
| Candidats                | Candidats                | Partis                   | Nuance                   | Premier tour | Premier tour |
| Candidats                | Candidats                | Partis                   | Nuance                   | Voix         | %            |
| ------------------------ | ------------------------ | ------------------------ | ------------------------ | ------------ | ------------ |
|                          | Florian Bouquet          | LR                       | LR                       | 2 901        | 77,73        |
|                          | Maryline Morallet        | LR                       | LR                       | 2 901        | 77,73        |
|                          | Marie-Laure Duchanoy     | RN                       | RN                       | 831          | 22,27        |
|                          | Christophe Soustelle     | RN                       | RN                       | 831          | 22,27        |
|                          |                          |                          |                          |              |              |
| Suffrages exprimés       | Suffrages exprimés       | Suffrages exprimés       | Suffrages exprimés       | 3 732        | 90,01        |
| Votes blancs             | Votes blancs             | Votes blancs             | Votes blancs             | 272          | 6,56         |
| Votes nuls               | Votes nuls               | Votes nuls               | Votes nuls               | 142          | 3,42         |
| Total                    | Total                    | Total                    | Total                    | 4 146        | 100          |
| Abstention               | Abstention               | Abstention               | Abstention               | 6 696        | 61,76        |
| Inscrits / participation | Inscrits / participation | Inscrits / participation | Inscrits / participation | 10 842       | 38,24        |

### Canton de Delle
| Candidats                | Candidats                | Partis                   | Nuance                   | Premier tour | Premier tour | Second tour | Second tour |
| Candidats                | Candidats                | Partis                   | Nuance                   | Voix         | %            | Voix        | %           |
| ------------------------ | ------------------------ | ------------------------ | ------------------------ | ------------ | ------------ | ----------- | ----------- |
|                          | Anaïs Monnier Von Aesch  | LR                       | LR                       | 2 815        | 100          | 2 938       | 100         |
|                          | Cédric Perrin            | LR                       | LR                       | 2 815        | 100          | 2 938       | 100         |
|                          |                          |                          |                          |              |              |             |             |
| Suffrages exprimés       | Suffrages exprimés       | Suffrages exprimés       | Suffrages exprimés       | 2 815        | 79,34        | 2 938       | 77,50       |
| Votes blancs             | Votes blancs             | Votes blancs             | Votes blancs             | 552          | 15,56        | 670         | 17,67       |
| Votes nuls               | Votes nuls               | Votes nuls               | Votes nuls               | 181          | 5,10         | 183         | 4,83        |
| Total                    | Total                    | Total                    | Total                    | 3 548        | 100          | 3 791       | 100         |
| Abstention               | Abstention               | Abstention               | Abstention               | 8 913        | 71,53        | 8 671       | 69,58       |
| Inscrits / participation | Inscrits / participation | Inscrits / participation | Inscrits / participation | 12 461       | 28,47        | 12 462      | 30,42       |

### Canton de Giromagny
| Candidats                | Candidats                | Partis                   | Nuance                   | Premier tour | Premier tour | Second tour | Second tour |
| Candidats                | Candidats                | Partis                   | Nuance                   | Voix         | %            | Voix        | %           |
| ------------------------ | ------------------------ | ------------------------ | ------------------------ | ------------ | ------------ | ----------- | ----------- |
|                          | Rachel Couvreux          | LR                       | LR                       | 2 390        | 61,20        | 2 852       | 68,69       |
|                          | Didier Vallverdu         | LR                       | LR                       | 2 390        | 61,20        | 2 852       | 68,69       |
|                          | Fatima Mammar            | DVG                      | DVG                      | 1 079        | 27,63        | 1 300       | 31,31       |
|                          | Éric Parrot              | DVG                      | DVG                      | 1 079        | 27,63        | 1 300       | 31,31       |
|                          | Jean-Pierre Borgo        | MoDem                    | MDM                      | 436          | 11,17        |             |             |
|                          | Caroline Rousselet       | MoDem                    | MDM                      | 436          | 11,17        |             |             |
|                          |                          |                          |                          |              |              |             |             |
| Suffrages exprimés       | Suffrages exprimés       | Suffrages exprimés       | Suffrages exprimés       | 3 905        | 91,32        | 4 152       | 92,41       |
| Votes blancs             | Votes blancs             | Votes blancs             | Votes blancs             | 234          | 5,47         | 212         | 4,72        |
| Votes nuls               | Votes nuls               | Votes nuls               | Votes nuls               | 137          | 3,20         | 129         | 2,87        |
| Total                    | Total                    | Total                    | Total                    | 4 276        | 100          | 4 493       | 100         |
| Abstention               | Abstention               | Abstention               | Abstention               | 7 134        | 62,52        | 6 918       | 60,63       |
| Inscrits / participation | Inscrits / participation | Inscrits / participation | Inscrits / participation | 11 410       | 37,48        | 11 411      | 39,37       |

### Canton de Grandvillars
| Candidats                | Candidats                | Partis                   | Nuance                   | Premier tour | Premier tour | Second tour | Second tour |
| Candidats                | Candidats                | Partis                   | Nuance                   | Voix         | %            | Voix        | %           |
| ------------------------ | ------------------------ | ------------------------ | ------------------------ | ------------ | ------------ | ----------- | ----------- |
|                          | Isabelle Mougin          | DVG                      | DVG                      | 2 035        | 48,33        | 2 578       | 60,96       |
|                          | Christian Rayot          | GRS                      | DVG                      | 2 035        | 48,33        | 2 578       | 60,96       |
|                          | Pascale Gabilloux        | DVD                      | DVD                      | 1 160        | 27,55        | 1 651       | 39,04       |
|                          | Alexandre Mançanet       | LR                       | DVD                      | 1 160        | 27,55        | 1 651       | 39,04       |
|                          | Sophie Carnicer          | RN                       | RN                       | 1 016        | 24,13        |             |             |
|                          | Marc Gargioni            | RN                       | RN                       | 1 016        | 24,13        |             |             |
|                          |                          |                          |                          |              |              |             |             |
| Suffrages exprimés       | Suffrages exprimés       | Suffrages exprimés       | Suffrages exprimés       | 4 211        | 93,20        | 4 229       | 89,79       |
| Votes blancs             | Votes blancs             | Votes blancs             | Votes blancs             | 223          | 4,94         | 326         | 6,92        |
| Votes nuls               | Votes nuls               | Votes nuls               | Votes nuls               | 84           | 1,86         | 155         | 3,29        |
| Total                    | Total                    | Total                    | Total                    | 4 518        | 100          | 4 710       | 100         |
| Abstention               | Abstention               | Abstention               | Abstention               | 8 013        | 63,95        | 7 827       | 62,43       |
| Inscrits / participation | Inscrits / participation | Inscrits / participation | Inscrits / participation | 12 531       | 36,05        | 12 537      | 37,57       |

### Canton de Valdoie
| Candidats                | Candidats                | Partis                   | Nuance                   | Premier tour | Premier tour | Second tour | Second tour |
| Candidats                | Candidats                | Partis                   | Nuance                   | Voix         | %            | Voix        | %           |
| ------------------------ | ------------------------ | ------------------------ | ------------------------ | ------------ | ------------ | ----------- | ----------- |
|                          | Pierre Carles            | DVD                      | DVD                      | 1 506        | 44,27        | 2 061       | 51,32       |
|                          | Marie-France Cefis       | LR                       | DVD                      | 1 506        | 44,27        | 2 061       | 51,32       |
|                          | Vincent Jeudy            | EÉLV                     | DVG                      | 1 177        | 34,60        | 1 955       | 48,68       |
|                          | Corinne Laroche          | DVG                      | DVG                      | 1 177        | 34,60        | 1 955       | 48,68       |
|                          | Michel Murarotto         | LREM                     | REM                      | 719          | 21,13        |             |             |
|                          | Michèle Telli            | LREM                     | REM                      | 719          | 21,13        |             |             |
|                          |                          |                          |                          |              |              |             |             |
| Suffrages exprimés       | Suffrages exprimés       | Suffrages exprimés       | Suffrages exprimés       | 3 402        | 89,36        | 4 016       | 90,41       |
| Votes blancs             | Votes blancs             | Votes blancs             | Votes blancs             | 255          | 6,70         | 253         | 5,70        |
| Votes nuls               | Votes nuls               | Votes nuls               | Votes nuls               | 150          | 3,94         | 173         | 3,89        |
| Total                    | Total                    | Total                    | Total                    | 3 807        | 100          | 4 442       | 100         |
| Abstention               | Abstention               | Abstention               | Abstention               | 7 651        | 66,77        | 7 017       | 61,24       |
| Inscrits / participation | Inscrits / participation | Inscrits / participation | Inscrits / participation | 11 458       | 33,23        | 11 459      | 38,76       |